# Kirgizisztán a 2014. évi téli olimpiai játékokon
Kirgizisztán az oroszországi Szocsiban megrendezett 2014. évi téli olimpiai játékok egyik részt vevő nemzete volt. Az országot az olimpián 1 sportágban 1 sportoló képviselte, aki érmet nem szerzett.

## Alpesisí
Férfi
| Versenyző            | Versenyszám      | 1. futam | 1. futam | 2. futam | 2. futam | Összesítés | Összesítés |
| Versenyző            | Versenyszám      | Idő      | Hely.    | Idő      | Hely.    | Idő        | Helyezés   |
| -------------------- | ---------------- | -------- | -------- | -------- | -------- | ---------- | ---------- |
| Jevgenyij Tyimofejev | Műlesiklás       | 1:02,47  | 73.      | 1:12,96  | 41.      | 2:15,43    | 41.        |
| Jevgenyij Tyimofejev | Óriás-műlesiklás | 1:34,65  | 68.      | 1:37,07  | 63.      | 3:11,72    | 61.        |